# جوزيف جي. ديفيس (سياسي)
جوزيف جي. ديفيس هو قاضي ومحامي وسياسي أمريكي، ولد في 13 أبريل 1828 في لويسبرغ في الولايات المتحدة، وتوفي بنفس المكان في 7 أغسطس 1892. نشط حزبياً في الحزب الديمقراطي. وقد انتخب عضو مجلس نواب كارولينا الشمالية ‏ وانتخب عضو مجلس النواب الأمريكي ‏.